# متلازمة الكرك
متلازمة الكرك هي اضطراب انحلالي جديد، وهو مرض عصبي يتميز بوجود تراكمات زائدة من الحديد في الدماغ. الأسرة التي تم اكتشاف المرض فيها تعيش في الكرك، وهي بلدة في جنوب الأردن. تتميز متلازمة الكرك بالترنح، والقدم المقلوبة (الحَنَفٌ العَقِبِيٌّ الفَحَجِيّ)، وعسر التلفظ أثناء الكلام مع خلل التوتر (ديستونيا)، وخلل التوتر (ديستونيا) أثناء حركة اللسان وعضلات الوجه مع وجود حركة الرُقاص في كل من الأطراف العلوية والسفلية، لكنها أكثر وضوحاً في الأطراف السفلية، بالإضافة لوجود وضعية خلل التوتر في أقصى القدم، وبطئ الحركة في كل من الأطراف العلوية والسفلية وخَلَلُ القِياس وخَلَلُ تَناوُبِيَّةِ الحَرَكات ورُعاش قَصدِي (رُعاش الحَرَكَة) ثنائي ومتناظر في جانبي الجسد.